# Pocatello
Pocatello é uma cidade localizada no estado americano do Idaho, nos condados de Bannock e Power.

## Geografia
De acordo com o United States Census Bureau, a cidade tem uma área de 84 km², dos quais 83 km² estão cobertos por terra e 1 km² coberto por água.

### Localidades na vizinhança
O diagrama seguinte representa as localidades num raio de 36 km ao redor de Pocatello.

## Demografia
Segundo o censo nacional de 2010, a sua população é de 54 255 habitantes e sua densidade populacional é de 650,1 hab/km². É a quinta cidade mais populosa do estado. Possui 22 404 residências, que resulta em uma densidade de 268,47 residências/km².